# Prémios Globo de Ouro de 2021

Prémios Globo de Ouro de 2021

 28 de fevereiro de 2021
Filme - Drama:
Nomadland
Filme - Comédia ou Musical:
Borat Subsequent Moviefilm
Série de televisão – Drama:
The Crown
Série de televisão – Comédia ou Musical:
Schitt's Creek
Minissérie ou Filme para televisão:
The Queen's Gambit
Prémio Cecil B. DeMille:
Jane Fonda

Prémio Carol Burnett:
Norman Lear
Prémios Globo de Ouro 

← 2020  ·  2022 →
Os Prémios Globo de Ouro de 2021 (no original em inglês, 78th Golden Globe Awards) honraram os melhores profissionais de cinema e televisão, filmes e programas televisivos de 2020.
Os candidatos nas diversas categorias foram escolhidos pela Associação de Imprensa Estrangeira de Hollywood (AIEH) e os nomeados anunciados a 3 de fevereiro de 2021.

## Cerimónia
A cerimónia de entrega dos prémios foi televisionada e transmitida ao vivo nos Estados Unidos pela NBC no dia 28 de fevereiro de 2021, quase dois meses após a data normal devido ao impacto da pandemia de COVID-19 no cinema e televisão. A produção foi realizada pela Dick Clark Productions em conjunto com a AIEH.
Tina Fey e Amy Poehler foram, pela quarta vez, a dupla co-anfitriã da cerimónia, mas em locais diferentes pela primeira vez, com Fey situada no Rainbow Room do 30 Rockefeller Plaza em Nova Iorque e Poehler no hotel Beverly Hilton em Beverly Hills.
Os Golden Globe Ambassadors foram Jackson Lee e Satchel Lee, filho e filha de Spike Lee e Tonya Lee.

### Apresentadores
Os seguintes atores e atrizes apresentaram diversos prémios na cerimónia:
- Anthony Anderson
- Awkwafina
- Kevin Bacon
- Angela Bassett
- Sterling K. Brown
- Jamie Lee Curtis
- Laura Dern
- Michael Douglas
- Cynthia Erivo
- Tiffany Haddish
- Salma Hayek
- Bryce Dallas Howard
- Kate Hudson
- Christopher Meloni
- Tracy Morgan
- Annie Mumolo
- Sandra Oh
- Sarah Paulson
- Rosie Perez
- Joaquin Phoenix
- Margot Robbie
- Kyra Sedgwick
- Christian Slater
- Kenan Thompson
- Susan Kelechi Watson
- Kristen Wiig
- Renée Zellweger
- Catherine Zeta-Jones

## Vencedores e nomeados
Lista dos nomeados e vencedores (a negrito) da 78.ª edição dos Prémios Globo de Ouro:

### Cinema
| Melhor filme | Melhor filme |
| Drama | Comédia ou Musical |
| --- | --- |
| - Nomadland - The Father - Mank - Promising Young Woman - The Trial of the Chicago 7 | - Borat Subsequent Moviefilm - Hamilton - Music - Palm Springs - The Prom |
| Melhor atuação em filme de drama | |
| Ator | Atriz |
| - Chadwick Boseman – Ma Rainey's Black Bottom como Levee Green - Anthony Hopkins – The Father como Anthony - Gary Oldman – Mank como Herman J. Mankiewicz - Riz Ahmed – Sound of Metal como Ruben Stone - Tahar Rahim – The Mauritanian como Mohamedou Ould Salahi                                 | - Andra Day – The United States vs. Billie Holiday como Billie Holiday - Carey Mulligan – Promising Young Woman como Cassandra "Cassie" Thomas - Frances McDormand – Nomadland como Fern - Vanessa Kirby – Pieces of a Woman como Martha Weiss - Viola Davis – Ma Rainey's Black Bottom como Ma Rainey |
| Melhor atuação em filme de comédia ou musical | |
| Ator | Atriz |
| - Sacha Baron Cohen – Borat Subsequent Moviefilm como Borat Sagdiyev - Andy Samberg – Palm Springs como Nyles - Dev Patel – The Personal History of David Copperfield como David Copperfield - James Corden – The Prom como Barry Glickman - Lin-Manuel Miranda – Hamilton como Alexander Hamilton | - Rosamund Pike – I Care a Lot como Marla Grayson - Anya Taylor-Joy – Emma como Emma Woodhouse - Kate Hudson – Music como Kazu Gamble - Maria Bakalova – Borat Subsequent Moviefilm como Tutar Sagdiyev - Michelle Pfeiffer – French Exit como Frances Price |
| Melhor atuação secundária em filme – drama, comédia ou musical | |
| Ator secundário | Atriz secundária |
| - Daniel Kaluuya – Judas and the Black Messiah como Fred Hampton - Bill Murray – On the Rocks como Felix Keane - Jared Leto – The Little Things como Albert Sparma - Leslie Odom Jr. – One Night in Miami como Sam Cooke - Sacha Baron Cohen – The Trial of the Chicago 7 como Abbie Hoffman       | - Jodie Foster – The Mauritanian como Nancy Hollander - Amanda Seyfried – Mank como Marion Davies - Glenn Close – Hillbilly Elegy como Bonnie "Mamaw" Vance - Helena Zengel – News of the World como Johanna Leonberger - Olivia Colman – The Father como Anne |
| Melhor Direção | Melhor Roteiro |
| - Chloé Zhao – Nomadland - Aaron Sorkin – The Trial of the Chicago 7 - David Fincher – Mank - Emerald Fennell – Promising Young Woman - Regina King – One Night in Miami | - Aaron Sorkin – The Trial of the Chicago 7 - Chloé Zhao – Nomadland - Emerald Fennell – Promising Young Woman - Florian Zeller e Christopher Hampton – The Father - Jack Fincher – Mank (nomeação póstuma) |
| Melhor Banda sonora original | Melhor Canção original |
| - Trent Reznor, Atticus Ross e Jon Batiste – Soul - Alexandre Desplat – The Midnight Sky - James Newton Howard – News of the World - Ludwig Göransson – Tenet - Trent Reznor e Atticus Ross – Mank                                                                                                 | - "Io sì (Seen)" (Niccolò Agliardi, Laura Pausini e Diane Warren) – The Life Ahead - "Fight for You" (D'Mile, H.E.R. e Tiara Thomas) – Judas and the Black Messiah - "Hear My Voice" (Celeste e Daniel Pemberton) – The Trial of the Chicago 7 - "Speak Now" (Sam Ashworth e Leslie Odom, Jr.) – One Night in Miami - "Tigress & Tweed" (Andra Day e Raphael Saadiq) – The United States vs. Billie Holiday |
| Melhor Filme de animação | Melhor Filme em língua estrangeira |
| - Soul - The Croods: A New Age - Onward - Over the Moon - Wolfwalkers | - Minari (EUA) - Druk (Dinamarca) - La Llorona (Guatemala) - The Life Ahead (Itália) - Two of Us (França) |

#### Filmes com múltiplas nomeações
| Nomeações | Filmes                               |
| --------- | ------------------------------------ |
| 6         | Mank                                 |
| 5         | The Trial of the Chicago 7           |
| 4         | Nomadland                            |
| 4         | Promising Young Woman                |
| 4         | The Father                           |
| 3         | Borat Subsequent Moviefilm           |
| 3         | One Night in Miami                   |
| 2         | Hamilton                             |
| 2         | Judas and the Black Messiah          |
| 2         | Palm Springs                         |
| 2         | The Prom                             |
| 2         | The Life Ahead                       |
| 2         | Ma Rainey's Black Bottom             |
| 2         | Music                                |
| 2         | Soul                                 |
| 2         | News of the World                    |
| 2         | The Mauritanian                      |
| 2         | The United States vs. Billie Holiday |

#### Filmes com múltiplos prémios
| Prêmios | Filmes                     |
| ------- | -------------------------- |
| 2       | Borat Subsequent Moviefilm |
| 2       | Nomadland                  |
| 2       | Soul                       |

### Televisão
| Melhor série | Melhor série |
| Drama | Comédia ou Musical |
| --- | --- |
| - The Crown - Lovecraft Country - The Mandalorian - Ozark - Ratched | - Schitt's Creek - Emily in Paris - The Flight Attendant - The Great - Ted Lasso |
| Melhor atuação em série de drama | |
| Ator | Atriz |
| - Josh O'Connor – The Crown como Carlos, Príncipe de Gales - Al Pacino – Hunters como Meyer Offerman - Bob Odenkirk – Better Call Saul como Saul Goodman - Jason Bateman – Ozark como Martin "Marty" Byrde - Matthew Rhys – Perry Mason como Perry Mason                      | - Emma Corrin – The Crown como Diana, Princesa de Gales - Jodie Comer – Killing Eve como Villanelle - Laura Linney – Ozark como Wendy Byrde - Olivia Colman – The Crown como Rainha Elizabeth II - Sarah Paulson – Ratched como Enfermeira Ratched                               |
| Melhor atuação em série de comédia ou musical | |
| Ator | Atriz |
| - Jason Sudeikis – Ted Lasso como Ted Lasso - Don Cheadle – Black Monday como Maurice Monroe - Eugene Levy – Schitt’s Creek como Johnny Rose - Nicholas Hoult – The Great como Pedro III da Rússia - Ramy Youssef – Ramy como Ramy Hassan                                     | - Catherine O’Hara – Schitt’s Creek como Moira Rose - Elle Fanning – The Great como Catarina II da Rússia - Kaley Cuoco – The Flight Attendant como Cassie Bowden - Lily Collins – Emily in Paris como Emily Cooper - Jane Levy – Zoey's Extraordinary Playlist como Zoey Clarke |
| Melhor atuação em minissérie ou filme para televisão | |
| Ator | Atriz |
| - Mark Ruffalo – I Know This Much Is True como Dominick/Thomas Birdsey - Bryan Cranston – Your Honor como Michael Desiato - Ethan Hawke – The Good Lord Bird como John Brown - Hugh Grant – The Undoing como Jonathan Fraser - Jeff Daniels – The Comey Rule como James Comey | - Anya Taylor-Joy – The Queen's Gambit como Beth Harmon - Cate Blanchett – Mrs. America como Phyllis Schlafly - Daisy Edgar-Jones – Normal People como Marianne Sheridan - Nicole Kidman – The Undoing como Grace Fraser - Shira Haas – Unorthodox como Esther "Esty" Shapiro    |
| Melhor atuação secundária em série, minissérie ou filme para televisão | |
| Ator secundário | Atriz secundária |
| - John Boyega – Small Axe como Leroy Logan - Brendan Gleeson – The Comey Rule como Donald Trump - Dan Levy – Schitt’s Creek como David Rose - Donald Sutherland – The Undoing como Franklin Reinhardt - Jim Parsons – Hollywood como Henry Willson                            | - Gillian Anderson – The Crown como Margaret Thatcher - Annie Murphy – Schitt’s Creek como Alexis Rose - Cynthia Nixon – Ratched como Gwendolyn Briggs - Helena Bonham Carter – The Crown como Princesa Margaret - Julia Garner – Ozark como Ruth Langmore                       |
| Melhor Minissérie ou Filme para televisão | |
| - The Queen's Gambit - Normal People - Small Axe - The Undoing - Unorthodox | |

#### Séries com múltiplas nomeações
| Nomeações | Séries               |
| --------- | -------------------- |
| 6         | The Crown            |
| 5         | Schitt’s Creek       |
| 4         | Ozark                |
| 4         | The Undoing          |
| 3         | The Great            |
| 3         | Ratched              |
| 2         | The Comey Rule       |
| 2         | Emily in Paris       |
| 2         | The Flight Attendant |
| 2         | Normal People        |
| 2         | The Queen's Gambit   |
| 2         | Small Axe            |
| 2         | Ted Lasso            |
| 2         | Unorthodox           |

#### Séries com múltiplos prémios
| Prêmios | Séries             |
| ------- | ------------------ |
| 4       | The Crown          |
| 2       | Schitt's Creek     |
| 2       | The Queen's Gambit |